# Иоанн Итал
Иоанн Итал — византийский философ XI века.
Родом из Италии, ученик Пселла, наследовал ему звание «υπατος των φιλοσόφων». Искусный диалектик, особенно прославился своей преподавательской деятельностью, посвящённой толкованию Аристотеля, но также и Платона, и неоплатоников.
Сущность учения Иоанна сводится к платоновским идеям, к предсуществованию душ и творению мира из предвечной материи, а также к переселению душ. Имеются данные, приписывающие Иоанну неправославное учение о божественном воплощении. Когда в начале царствования Алексея Комнина было издано распоряжение, ограничившее свободу философского мышления авторитетом священного Писания и святоотеческих творений, то Иоанн, как выразитель другого направления, сложившегося в Византии около середины XI века, предан был анафеме, вместе со своим учением, сведённым к 11 статьям.
Вследствие этого Иоанн отказался от своего учения о переселении душ и от порицания святых икон, учение же об идеях старался истолковать применительно к православным воззрениям.

## Сочинения
- Иоанн Итал Апории.Вступ. ст. и пер. с греч. А.Е. Карначёва.СПб.: «Своё издательство», 2013.- 312 с. Seria Byzantina ISBN 978-5-4386-0137-1
- Logische Traktate: loannis Itali Opuscula Selecta I—III: de syllogismis, de arte dialectica, de arte rhetorica, ed. G. Cereteli, Tbilissi 1924—1926.
- Quaestiones Quodlibetales. Editio princeps von Perikles Ioannou, 1956.
- Opera, ed. N. Keuakmadze. Tbilissi 1966.